# Saúl Lisazo
Saúl Lisazo (Los Toldos, Argentína, Buenos Aires tartomány, 1956. június 1. –) argentin modell, színész.

## Élete
Saúl Lisazo 1956. június 1-jén született Los Toldosban. Öt testvére van: María Fernanda, Araceli, Alejandro, Mauricio és Vanina. 1983-ban feleségül vette Mónica Viedmát. Lánya, Paula 1999. június 4-én; fia, Martín 2003. november 11-én született.
Édesapja kívánságára kezdett el futballozni. Argentin, belga és brazil csapatban is játszott, de egy sérülés miatt befejezte a sportolást. 1983-ban kezdett el modellként dolgozni. 1990-ben megkapta első szerepét Lucía Méndez mellett az Amor de nadie című telenovellában. 2004-ben elhagyta a Televisa társaságot, és a Telemundo-Argos Gitana című telenovellájában vállalt szerepet. 2007-ben visszatért Mexikóba a TV Azteca-hoz, ahol Margarita Rosa de Francisco partnere volt az Amíg tart az élet című telenovellában.

## Filmográfia

### Telenovellák, tv-sorozatok
| Év        | Eredeti Cím              | Cím                   | Szerep                                     | Magyar hang       |
| --------- | ------------------------ | --------------------- | ------------------------------------------ | ----------------- |
| 1990      | Amor de nadie            |                       | Luis                                       |                   |
| 1993      | Tenias que ser tú        |                       |                                            |                   |
| 1994      | Prisionera de amor       |                       | José Armando                               |                   |
| 1994      | El día que me quieras    |                       | Miguel                                     |                   |
| 1995      | Acapulco, cuerpo y alma  |                       | David                                      |                   |
| 1995      | Bajo un mismo rostro     |                       | Teodorakis                                 |                   |
| 1997      | La jaula de oro          |                       | Alex Moncada                               |                   |
| 1998      | Vivo por Elena           |                       | Juan Alberto Montiel                       |                   |
| 1999      | El Niño que Vino del Mar |                       | Alfonso Cáceres de Ribera 'Duque de Oriol' |                   |
| 1999      | Por tu Amor              | Szeretni bolondulásig | Marco Durán                                | Haás Vander Péter |
| 2001      | El Derecho de Nacer      |                       | Aldo Drigani                               |                   |
| 2004      | Gitanas                  |                       | Juan Domínguez                             |                   |
| 2006      | Tierra de pasiones       | Második esély         | Francisco Contreras                        | Jakab Csaba       |
| 2007      | Mientras haya vida       | Amíg tart az élet     | Héctor Cervantes                           | Karsai István     |
| 2010      | El Clon                  | A klón                | Leonardo Ferrer                            | Szersén Gyula     |
| 2010      | Capadocia                | Capadocia (2. évad)   | Javier                                     |                   |
| 2011-2012 | El octavo mandamiento    |                       | Julián San Millán                          |                   |
| 2012-2013 | El rostro de la venganza | Utolsó vérig          | Ezequiel Álvarado                          | Jakab Csaba       |
| 2014      | Las Bravo                |                       | Enrique Velázquez                          |                   |
| 2014      | Señorita Pólvora         |                       | Octavio                                    |                   |

### Filmek
| Év   | Eredeti Cím              | Cím                 | Szerep           | Magyar hang |
| ---- | ------------------------ | ------------------- | ---------------- | ----------- |
| 2007 | Ladrón que roba a ladrón | Becsületes tolvajok | Moctesuma Valdez | Vass Gábor  |

## Fordítás
Ez a szócikk részben vagy egészben  a   Saul Lisazo című angol Wikipédia-szócikk fordításán alapul.  Az eredeti cikk szerkesztőit annak laptörténete sorolja fel. Ez a jelzés csupán a megfogalmazás eredetét és a szerzői jogokat jelzi, nem szolgál a cikkben szereplő információk forrásmegjelöléseként.